# Fred W. Lister
Pour les articles homonymes, voir Lister.
Fred W. Lister (10 février 1879-22 décembre 1944), est un homme politique canadien de la Colombie-Britannique. Il est député provincial conservateur de la circonscription britanno-colombienne de Kaslo de 1920 à 1924 et de Creston de 1924 à 1933.

## Biographie
Né à Wigtoft dans le Lincolnshire en Angleterre, Lister étudie à Spilsby. S'établissant au Canada en 1902, il sert durant la Seconde Guerre ndébélé et la seconde guerre des Boers. Lister est commandant du 102e bataillon du Corps expéditionnaire canadien pendant la Première Guerre mondiale. Il administre l'établissement nommé Camp Lister érigé après la guerre. Le camp sera par la suite renommé simplement Lister.
Lister meurt à Camp Lister en décembre 1944 à l’âge de 65 ans.